# David Mazouz
David Mazouz (Los Angeles, 19 februari 2001) is een Amerikaans acteur. Hij maakte in 2010 zijn acteerdebuut als Andy Roberts in de televisiefilm Amish Grace.

## Filmografie
Exclusief televisiefilms
- Incarnate (2016)
- The Darkness (2016)
- The Games Maker (2014)
- Sanitarium (2013)
- Dear Dumb Diary (2013)
- Coming & Going (2011)

## Televisieseries
Exclusief eenmalige rollen
- Gotham - Bruce Wayne (2014-2019)
- Touch - Jake Bohm (2012-2013, 26 afleveringen)
- The office US - Bert (S8 E5)
- Criminal Minds - Ryan Hall Johns (S7 E10)

- Gemeinsame Normdatei: 1135199191
- International Standard Name Identifier: 0000 0004 2366 5427
- Library of Congress Control Number: no2013107814
- Système universitaire de documentation: 225640902
- Virtual International Authority File: 305410695
- WorldCat: E39PBJpYCG6qXGXGVhQhPkvmBP